# União das Freguesias de Ribeira de Nisa e Carreiras
Die União das Freguesias de Ribeira de Nisa e Carreiras ist eine portugiesische Gemeinde (Freguesia) im Kreis (Concelho) Portalegre im Alto Alentejo, Portugal.

## Geschichte
Die Gemeinde entstand im Zuge der Gebietsreform vom 29. September 2013 durch die Zusammenlegung der ehemaligen Gemeinden Ribeira de Nisa und Carreiras.
Ribeira de Nisa wurde Sitz der neuen Verwaltung.

## Demographie
| Freguesia | Freguesia                   | Freguesia | Freguesia       | ehemalige Freguesias | ehemalige Freguesias | ehemalige Freguesias | ehemalige Freguesias |
| --------- | --------------------------- | --------- | --------------- | -------------------- | -------------------- | -------------------- | -------------------- |
| Wappen    | Freguesia                   | Einwohner | Fläche in (km²) | Wappen               | Freguesia            | Einwohner            | Fläche in (km²)      |
|           | Ribeira de Nisa e Carreiras | 1731      | 50,43           |                      | Ribeira de Nisa      | 1371                 | 17,08                |
|           | Ribeira de Nisa e Carreiras | 1731      | 50,43           | Carreiras            | 583                  | 33,34                |                      |